# Любен Топчев
Любен Кирилов Топчев е български общественик, деец на Македонската патриотична организация.

## Биография
Любен Топчев е роден на 12 август 1928 година в Струмица, тогава Кралство Югославия, в бежанско семейство от Кукушко. На 25 февруари 1951 година бяга от Социалистическа федеративна република Югославия и емигрира в Бразилия. Брат му Стефан Топчев е убит на 13 август същата година с други четирима студенти, станали известни като Струмишката петорка.
През ноември 1951 година заедно с Христо Лагадинов, Методи Калкашлиев и Коста Хаджимишев е сред основателите на МПО „Струмишката петорка“ в Порто Алегре, Бразилия. По-късно се преселва в САЩ, където също участва в дейността на МПО. Между 1978 и 2003 година е член на ЦК на МПО.
Почива на 3 декември 2023 година на 95-годишна възраст.

## „От Струмица до Америка“
През 2020 година Македонският научен институт в София издава единствената книга на Любен Топчев, озаглавена „От Струмица до Америка. Спомени и размисли“. Топчев написва книгата през 2010 година под работното заглавие „Животна биография на Любен Топчев, 1928 до 2009 година“. Пише така, както говори, повлиян от местния диалект в родния си край, както и от българската и македонската книжовни норми, и на латиница. Той предава текста на МНИ. През януари 2020 година пише допълнителен текст от няколко страници, отнасящи се за периода от 1944 до 1949 година, които съответно са включени в книгата. Текстът е „нормализиран“ от Йоанна Кирилова, за да се доближи до съвременната българска книжовна норма, но са запазени особености на оригиналния израз на Топчев.